# リード・スムート
リード・スムート（Reed Smoot、1862年1月10日 - 1941年2月9日）は、アメリカ合衆国ユタ州の政治家、実業家である。
共和党に属し、1903年から1933年までユタ州選出上院議員を務めた。1930年のスムート・ホーリー関税法の共同提案者の一人であり、この法律は、J.P.モルガンのトーマス・W・ラモントが「世界中でナショナリズムを激化させた」と批判するなど、世界恐慌悪化の原因の一つとみなされている。
また、末日聖徒イエス・キリスト教会の信者であり、1900年に十二使徒定員会の使徒（教団幹部）に選出され、1941年の死去までその職にあった。1903年にスムートが上院議員に選出されると、教団内でのスムートの役割（同教団が一夫多妻制を今なお維持しているという噂や、アメリカ合衆国に対する復讐の宣誓の存在などを含めて）が問題視され、4年間に渡る論争となった。上院ではリード・スムート公聴会が開かれ、スムートに上院議員としての適格性はないと本会議に勧告されたが、本会議で勧告は否決された。1932年の選挙で落選したことにより、政治とビジネスから引退し、ユタ州に戻って以降は教団に専念した。死去の時点で、教団最高指導者の継承順位は第3位だった。

## 若年期・家族・宗教活動
スムートはユタ準州ソルトレイクシティで1862年1月10日に生まれた。父エイブラハム・O・スムートはケンタッキー州とアイオワ州でモルモン教を宣教し、1856年から1862年までソルトレイクシティ市長を務めた。母のアン・クリスティナ・モリソン・スムートは、6人いるエイブラハムの妻の中の5番目の妻で、エイブラハムには養子3人を含む27人の子供がいた:99–102。
父がブリガム・ヤングの要請でユタ州プロボの教区の指導者となり、一家でプロボに移った。スムートはユタ大学に入学し、1879年にプロボのブリガムヤング・アカデミー（現 ブリガムヤング大学）を卒業した。大学卒業後はモルモン宣教師としてイギリスに赴任した。ユタ州に戻った後、スムートはソルトレークシティ地域で実業家として成功した。
1900年4月8日、スムートは末日聖徒イエス・キリスト教会の使徒に叙任され、十二使徒定員会の一員となった。

## アメリカ合衆国上院議員

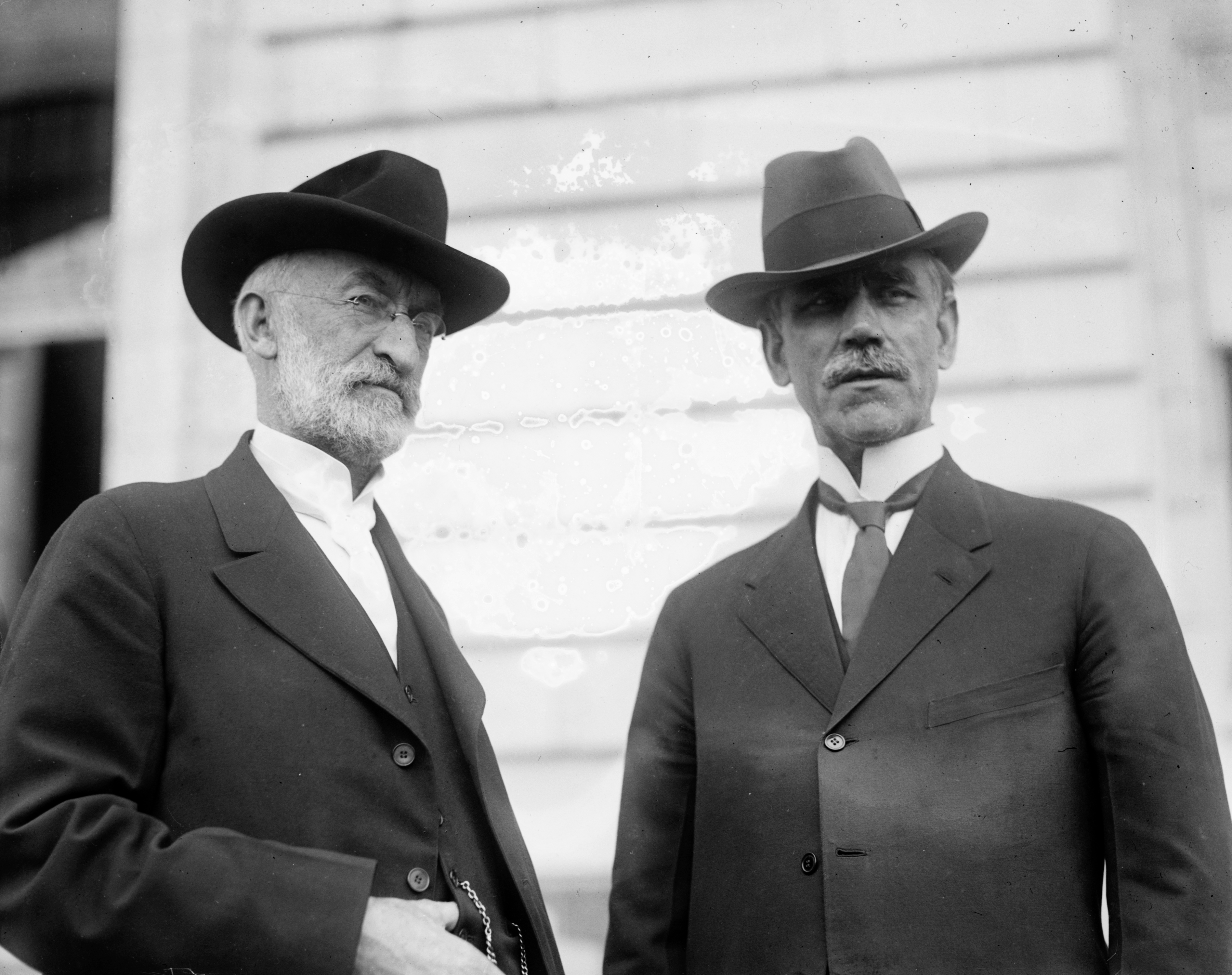
スムート（右）と末日聖徒イエス・キリスト教会大管長（最高指導者）のヒーバー・J・グラント（1918–1920年ごろ）

1900年に使徒になった後、スムートは末日聖徒イエス・キリスト教会大管長（最高指導者）のジョセフ・F・スミスの許可を得て1902年に連邦上院議員に立候補した。スムートは共和党に所属していた。1903年、ユタ州議会によって、スムートは同州を代表する上院議員に選出された。その2年後にも再選された:12。

### 宗教を巡る論争

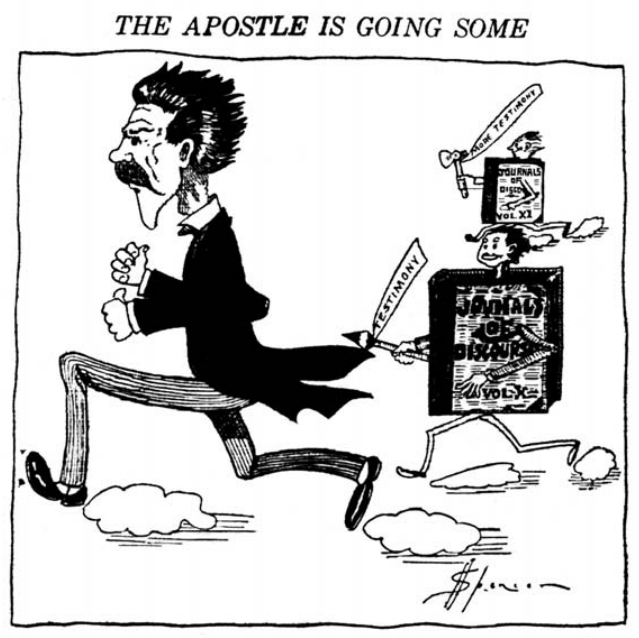
公聴会に関する風刺漫画。"Journal of Discourses"（末日聖徒イエス・キリスト教会の設立初期の説教などをまとめた全2巻の書物）から逃げようとするスムート。批判者たちは、スムートに教団についての質問をするときに、この書物からの引用をよく行っていた。

スムートが上院議員になると、スムートに上院議員となる適格性があるかどうかという議論が巻き起こった。当時、多くのアメリカ人が、教団が初期に一夫多妻制を行っていたことにより、末日聖徒イエス・キリスト教会に疑念を持っていた。加えて、一部の上院議員は、スムートが使徒（教団幹部）であることから、ユタ州の有権者を代表する資格はないと考えていた。多くの人々は、教団と関わりを持つことは、連邦上院議員として不適格であると考えていた。その数年前、同じくユタ州の著名なモルモン教徒だったB・H・ロバーツが下院議員に当選したが、彼は、ユタ州を含むアメリカの全ての州で違法とされている重婚を行っていたという理由で、議員の資格を失った:13–20。末日聖徒イエス・キリスト教会は、ユタ準州時代の1890年宣言で一夫多妻制を正式に放棄した。しかし、『ソルトレイク・トリビューン』紙は、教団幹部がこの宣言の後も重婚を密かに承認し続けていると報じた:377。
この論争を受け、上院はスムートの議員としての適格性に関する調査を開始した。1904年1月16日にリード・スムート公聴会が開始された。この公聴会では、ユタ州と末日聖徒イエス・キリスト教会において重婚を継続しているかや、教団の教義・歴史に関する徹底的な質問が行われた。ロバーツとは違いスムート自身は重婚をしていなかったため、非難の対象は、重婚という法律違反を認めている教団の幹部であるスムートが上院議員になれるかどうかだった。批判者の中には、末日聖徒イエス・キリスト教会では過去の不満のためにアメリカ合衆国に対する「復讐の宣誓」を信者に行わせていると批判する者もいたが、スムートはそれを否定した。上院調査委員会の大多数の賛成によりスムートの罷免が勧告されたが、1907年2月20日、本会議で3分の2の賛成が得られず、勧告は否決された。

### 政界でのキャリア

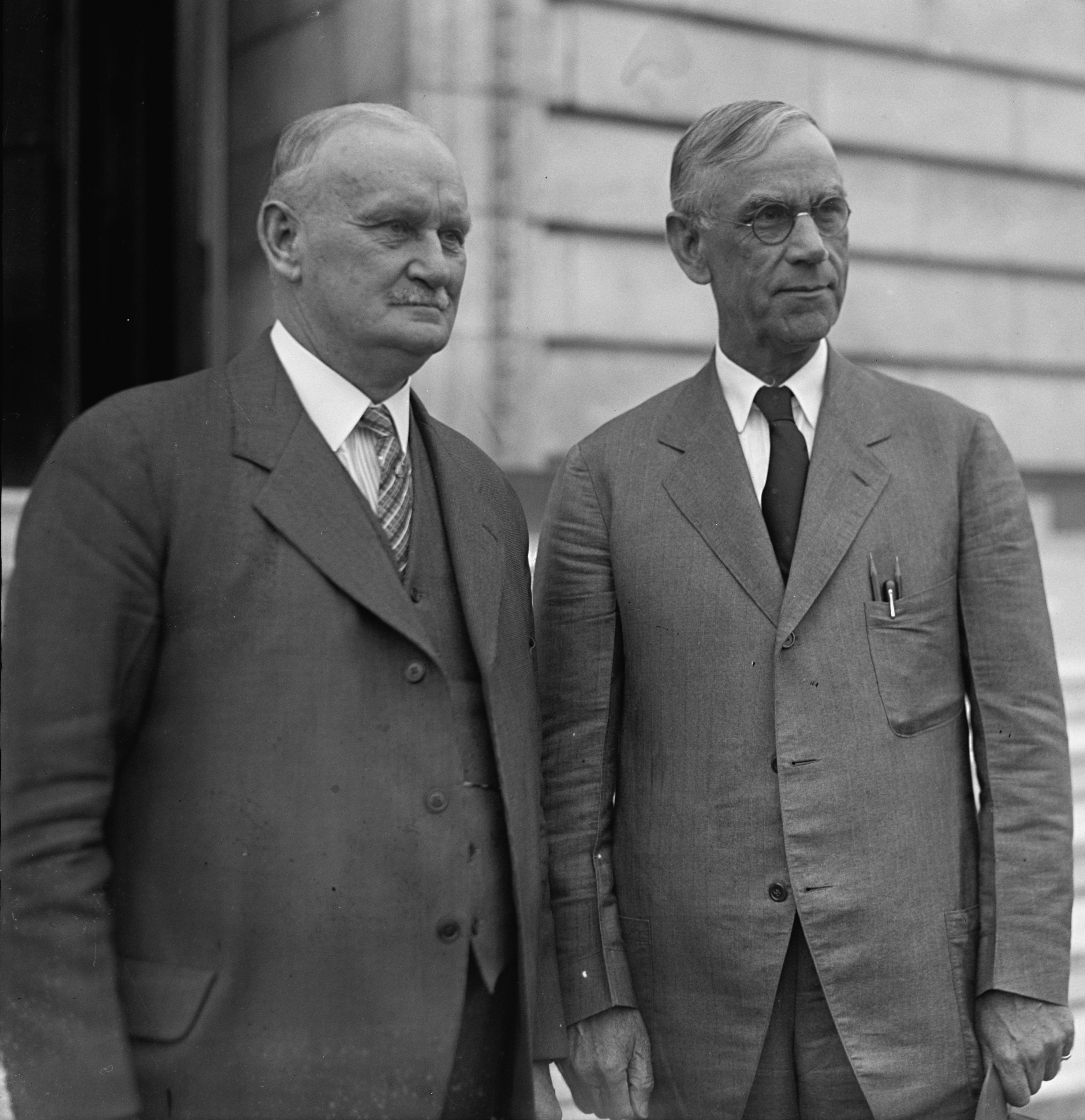
ウィリス・C・ホーリー（左）とスムート。1929年4月のスムート・ホーリー関税法下院通過前に撮影。

スムートは1908年にも再選された。憲法改正により1913年以降は連邦上院議員は選挙により選出されることになり、スムートは1914年、1920年、1926年の選挙に当選した。1932年の選挙で落選し、任期満了となる1933年3月まで議員を務めた。
1916年、下院で国立公園局設置法案が提出され、スムートは上院でのこの法案通過を支援した。この法案は7月1日に下院、8月5日に上院を通過し、8月25日にウッドロウ・ウィルソン大統領が署名した。
スムートは、1923年から1933年まで上院財政委員会委員長を務めた:5。1908年から1924年まで、共和党全国大会の代議員を務めた。1928年の共和党全国大会では決議委員会の委員長を務め、同年には共和党上院議員選挙委員会の委員長も務めた。
スムートの政界での活動で最もよく知られているのは、1930年のスムート・ホーリー関税法の共同提案である。この法律は、2万品目以上の輸入品に関するアメリカの関税を記録的な高さに引き上げるものであり、多くの歴史家は、この法律が世界恐慌を悪化させたと考えている。ハーバート・フーバー大統領は、1930年6月17日にこの法律に署名した。

## 晩年
1932年の選挙で民主党のエルバート・D・トーマスに敗れて、連続5期維持していた議席を失った。スムートは政治活動とビジネスから引退し、ソルトレイクシティに戻って教団の活動に専念した。
1941年2月9日、フロリダ州セントピーターズバーグを訪問中に死去し、遺体はプロボに埋葬された。

## 私生活
1884年9月17日にアルファ・メイ・エルドレッジと結婚した。アルファとの間には6人の子供がいた。アルファは1928年に死去した。
1930年7月2日にアリス・テイラー・シーツと結婚した。アリスはマリオット・インターナショナル創業者J・ウィラード・マリオットの妻アリス・マリオットの母であり、こちらも夫を亡くした後の再婚だった。